# Harry Pregerson bíró autópálya-csomópont
A Harry Pregerson bíró kereszteződés a világ legnagyobb és legforgalmasabb autópálya-csomópontja.[forrás?] A Los Angelesben található csomópont az Interstate 105 és az Interstate 110 autópályák kereszteződésénél található, a többszintes, 40 méter magas építmény 1993-ban, az I-105-ös autópályával egyidőben nyílt meg. Nevét Harry Pregerson bíróról kapta.

## Története
A Los Angeles Times 1989-es cikke szerint a csomópontot, amely a meglévő I-110-es és az új I-105-ös (akkori nevén Century Freeway) összeköttetését biztosítja, úgy tervezték, hogy „a Kaliforniai Közlekedési Minisztérium által eddig épített legnagyobb, legmagasabb és legköltségesebb közlekedési építmény” legyen, és „az állam közlekedési mérnökei először integráltak három közlekedési módot - könnyűvasút, nagy forgalmú járművek és egyéni autók - egyetlen óriási kereszteződésbe”.
1996-ban az Egyesült Államok Szövetségi Autópálya-felügyelete az Interstate 105/Interstate 110 csomópontot a kétévente kiosztott Kiválóság az autópálya-tervezésben díj városi autópályák kategóriájában érdemdiplomával ismerte el. A díjjal a csomópont tervezését ismerték el, amely a forgalmi torlódások, a biztonság és a levegőminőség javítására törekedett.

## A popkultúrában
Nem sokkal a csomópont megnyitása előtt filmesek használhatták a csomópontot az 1994-es Féktelenül című filmhez. A film egyik legismertebb jelenetében egy busznak át kell ugrania egy még építés alatt álló, befejezetlen, magasított autópálya és autópálya közötti felhajtón egy befejezetlen építési résen. Az autópálya-szakasz, amelyet a busz átugrott, az I-105 WB és az I-110 NB közötti irányított rámpa (nem az I-110 SB és az I-105 WB közötti ötödik szintű HOV-rámpa, ahogy azt általában hiszik), és mivel a felüljáró már megépült, a Sony Pictures Imageworks segítségével a vágási folyamat során számítógépen generált képekkel adtak hozzá egy rést. A Mythbusters 2009-es epizódja megpróbálta a buszos átugrást a javasolt módon rekonstruálni, beleértve a különböző trükköket, amelyekről tudták, hogy a filmkészítők használták, mint például a rámpa, és bebizonyították, hogy az ugrás, ahogy a filmben szerepel, soha nem lett volna lehetséges.
A 2011-es Samsara című filmben is szerepel.
2015-ben egy teljes hétvégére lezárták az I-105 HOV-sávok és az I-110 HOT ExpressLanes közötti bal oldali csatlakozó rámpákat a La La Land nyitó musicalszámának forgatása miatt.

## Képek

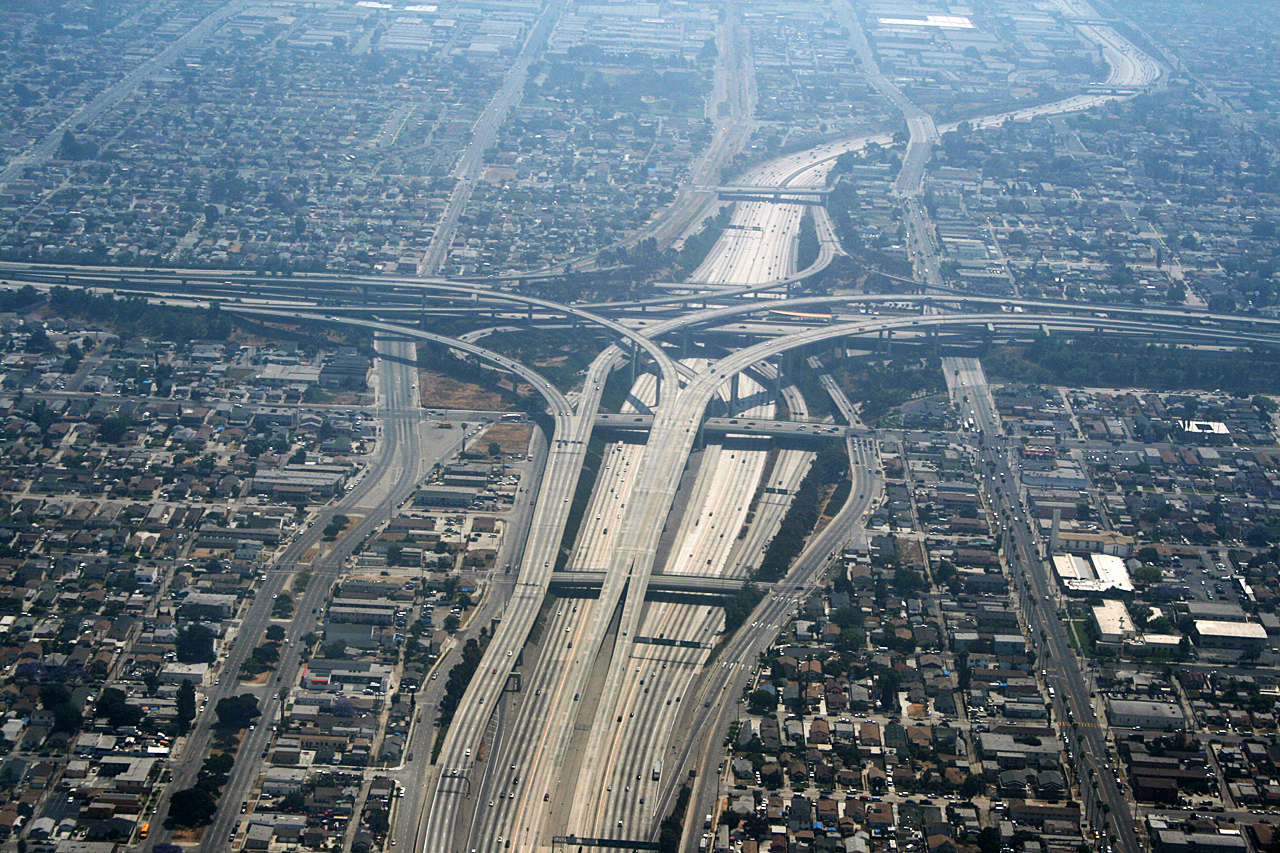
A csomópont a levegőből
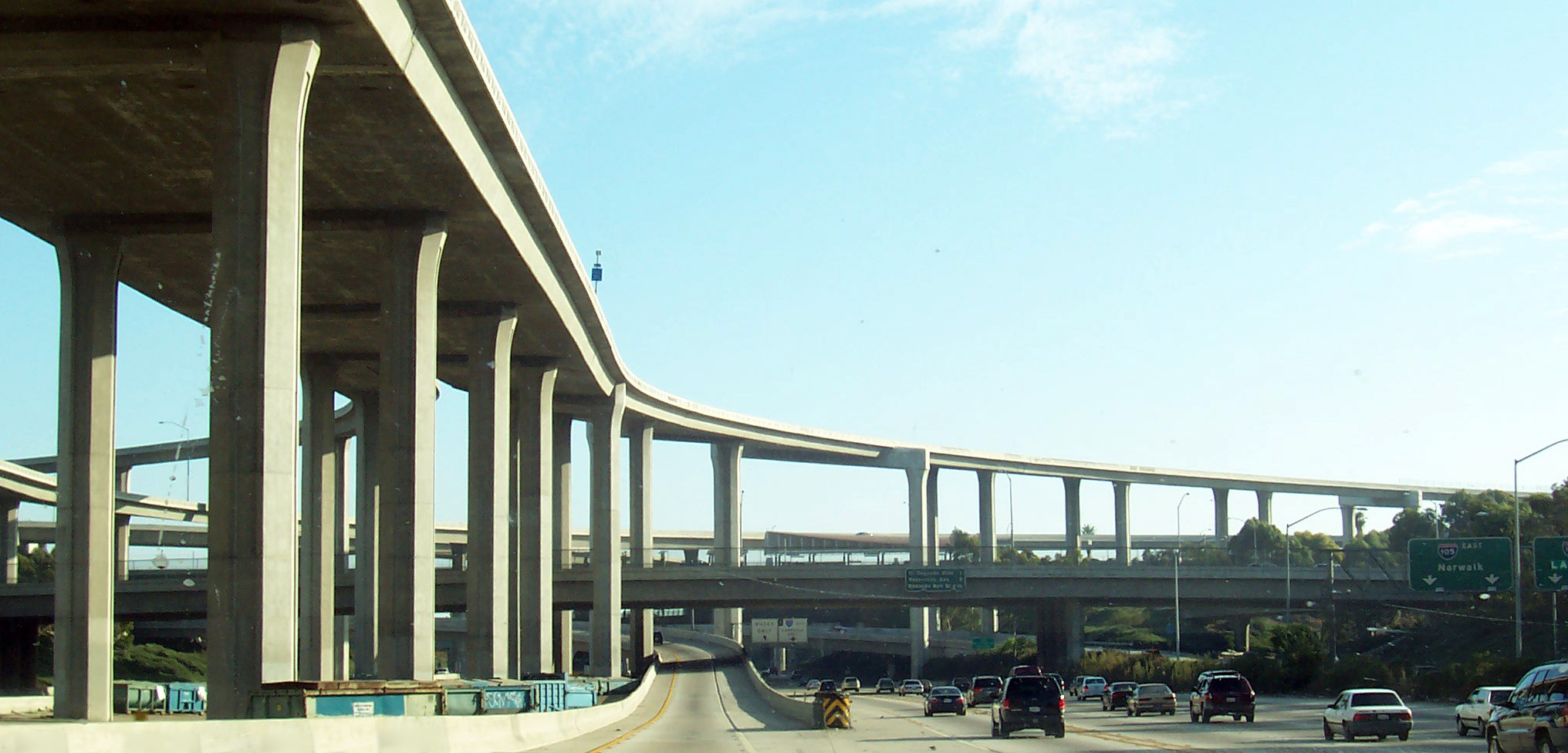
A csomópont a legalsó szintről nézve
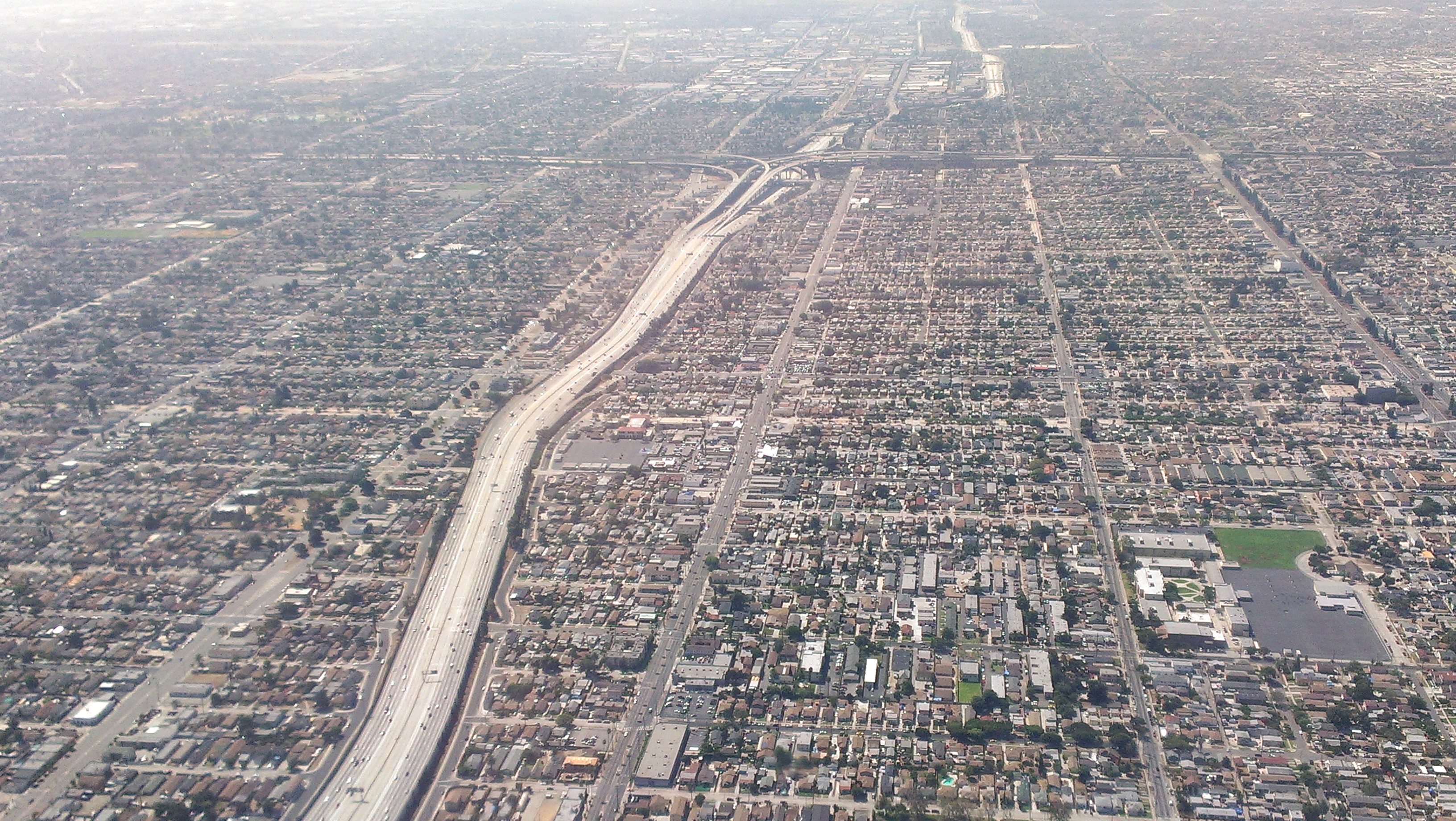